# Burg Heinfels
Burg Heinfels ist eine ausgedehnte Höhenburganlage oberhalb von Heinfels in Osttirol. Die strategisch gut gelegene Wehranlage auf 1130 m ü. A. stellt ein markantes Wahrzeichen des östlichen Pustertals dar. Von der Burg aus hat man eine weite Sicht drauaufwärts und drauabwärts sowie in das gegenüber mündende Tiroler Gailtal.

## Geschichte
Die sagenumwobene Gründung durch die Hunnen geht auf das 5. Jahrhundert zurück. Bis ins 16. Jahrhundert hinein wurde die Burg daher als „Huonenfels“, „Huonifels“, „Huenfels“ oder „Heunfels“ bezeichnet. Lange Zeit wurde in der Geschichtsforschung vermutet, dass die Burg von den Awaren gegründet wurde. Im Zuge der Restaurierungsarbeiten in den Jahren von 2016 bis 2020 konnte die Bauforschung aber nachweisen, dass der älteste Teil der Burg, der Bergfried, aus dem Jahr 1210 stammt.
Im Jahre 1239 tritt erstmals mit Otto Welf de Hunenvelse, welcher den älteren Herren von Welsperg angehörte, ein Ministeriale auf, der sich nach der Burg benannte. 1243 wird die Burg erstmals urkundlich erwähnt und war im Besitz von Freisinger Ministerialen.
Noch im 13. Jahrhundert erlangten die Grafen von Görz die Burg Heinfels durch Erbe und bauten diese, von 1275 an, zu einem wichtigen Stützpunkt aus, welcher auch Sitz eines Gerichts war. Wann die Burg in den Besitz der Görzer Grafen gelangte, ist nicht bekannt, jedoch wird sie in einem Vertrag desselben Jahres zwischen den beiden Görzern Meinhard II. und Albert I. an letzteren übergeben. Demnach muss die Burg schon vorher in Görz'schem Besitz gewesen sein.
1307 fiel die Burg samt dazugehörigem Besitz und Gericht durch Erbvertrag zwischen Albert II. und Heinrich III. an Albert. Dieser teilte noch zu Lebzeiten sein Erbe unter seinen Söhnen auf.

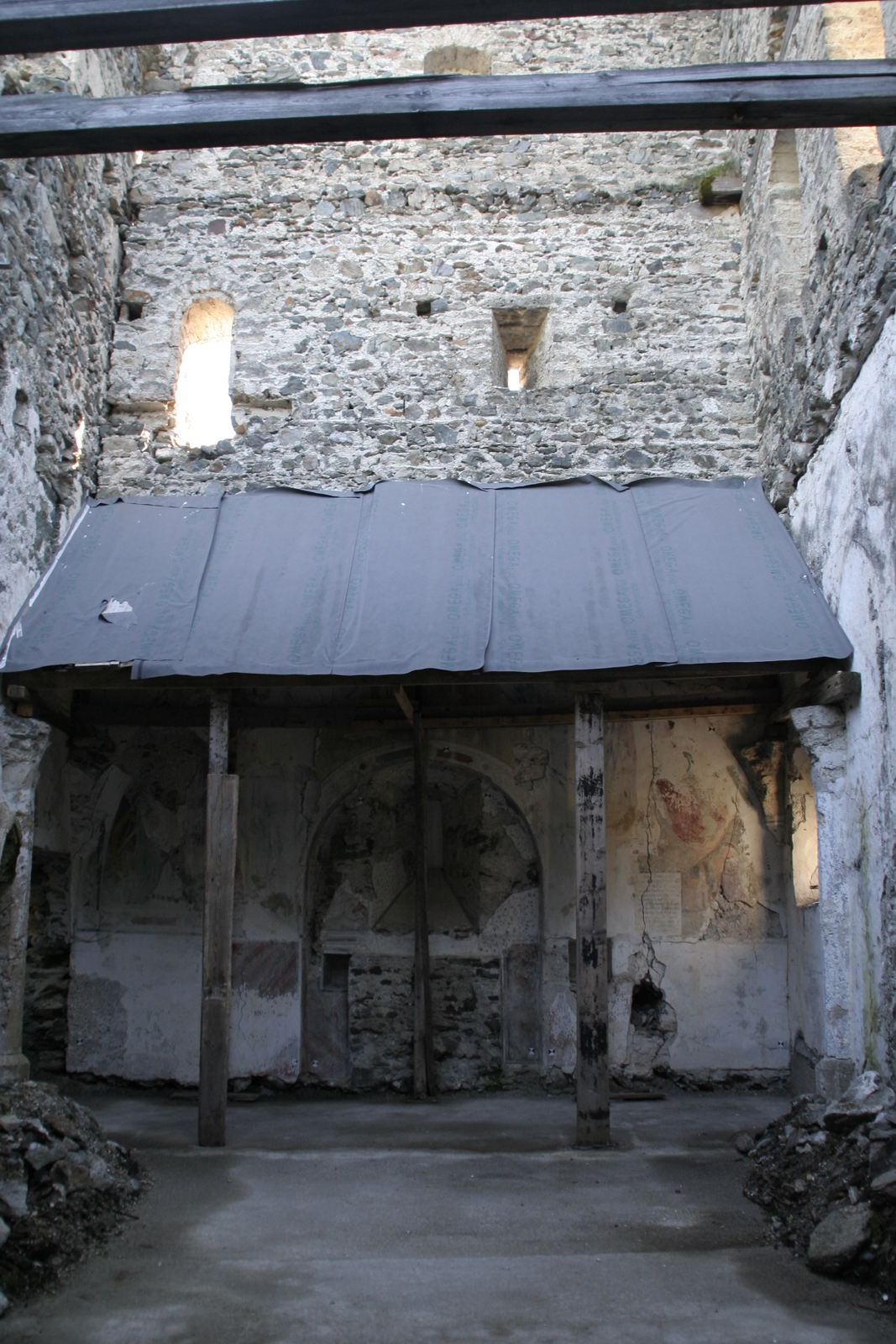
Laurentiuskapelle, Weihe 1331, Burg Heinfels, September 2010

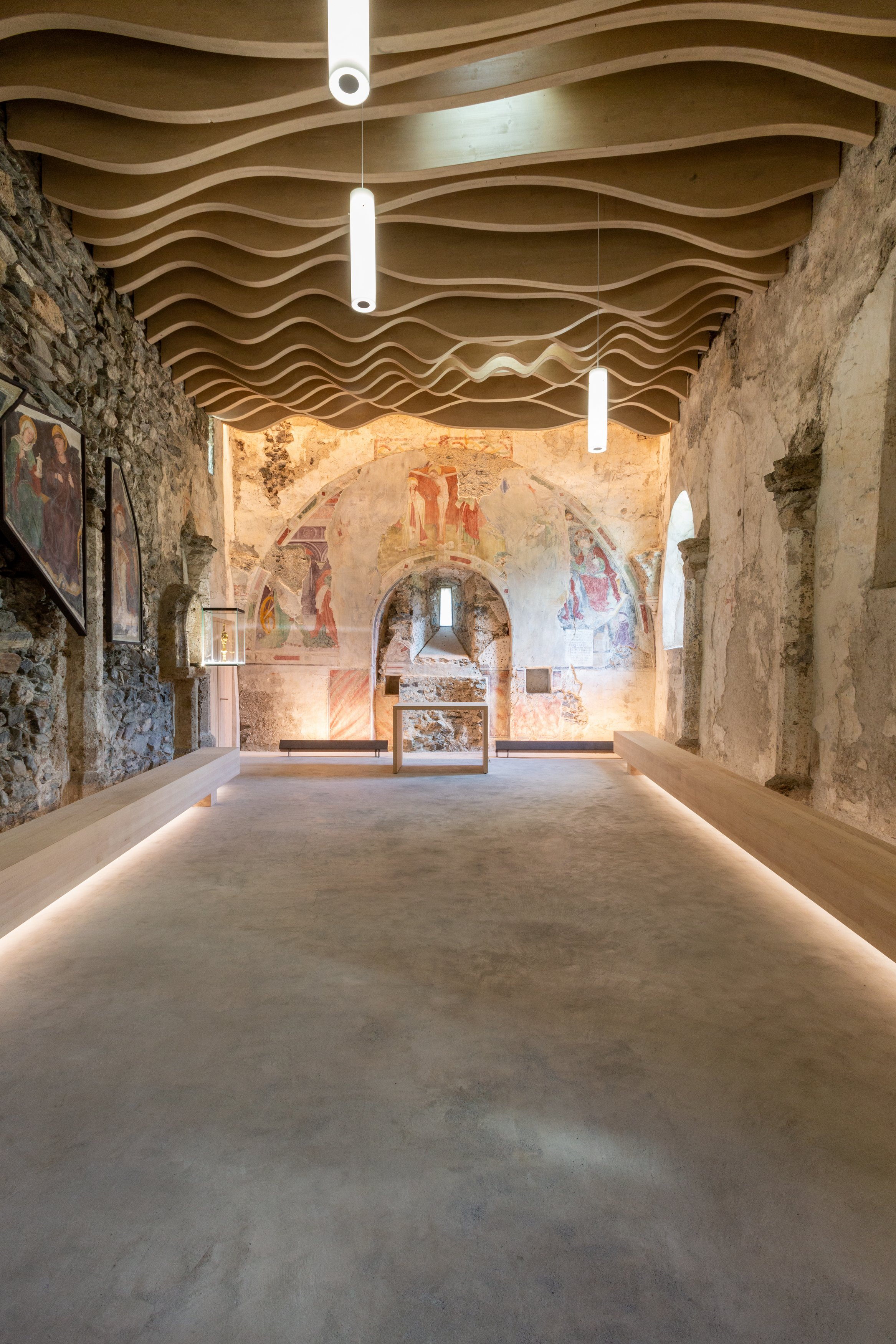
Laurentius-Kapelle, Burg Heinfels, nach der Restaurierung, August 2020

Im Jahre 1460 verlor Graf Johann II. von Görz den Streit um das Erbe der Grafen von Cilli gegen Kaiser Friedrich III. Zusätzlich verlor er durch den Frieden von Pusarnitz seine Kärntner Besitzungen und die Residenz Bruck. Daraufhin zog er nach Heinfels und wählte es als seinen zukünftigen Wohnsitz. In der Folgezeit baute er die Burg zur Wohnburg aus und errichtete ebenso starke Verteidigungsanlagen.

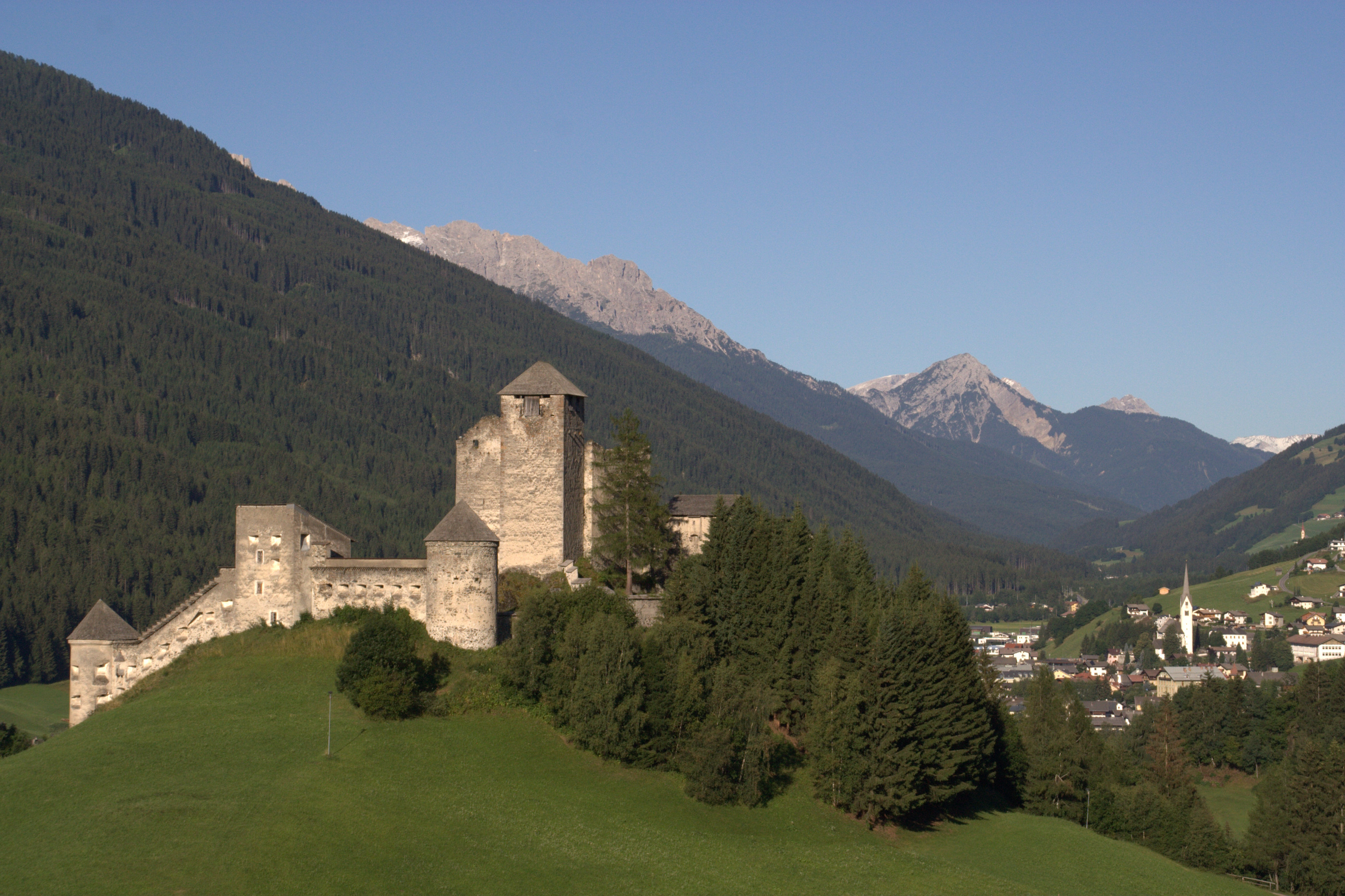
Ansicht der Burg Heinfels von Osten, 2009

Als der letzte Görzer Graf Leonhard starb, fiel die Burg aufgrund eines Erbvertrages aus dem Jahr 1394 am 12. April 1500 an den Habsburger Maximilian I. Er verwendete sie als Waffen- und Munitionsdepot und ließ sie erweitern. Ein Jahr später verpfändete Maximilian die Burg auf Grund von Geldsorgen an den Brixner Bischof Melchior von Meckau, wobei diese Verpfändung noch zu Lebzeiten Graf Leonhards von Görz abgesprochen worden war. Inzwischen hatte jedoch der görzische Hauptmann und Burggraf Virgil von Graben Heinfels auf Lebenszeit zur Verwaltung übertragen bekommen, was nun nicht rückgängig gemacht werden konnte, zumal Von Graben im ganzen Übergangsprozess des Görzer Erbes in habsburgische Hände eine tragende Rolle zukam. Erst nach seinem Tod 1507 wurde Virgils Sohn Lukas von Graben zum Stein, der mit der Verwaltung von Heinfels betraut gewesen war, am 24. Februar 1508 aufgefordert, Schloss, Gericht und Amt Heinfels mit allen Zugehörungen dem Brixner Bischof abzutreten, gleichzeitig wurden alle Untertanen zum Gehorsam gegenüber dem Fürstbischof aufgefordert.
Auf Grund der anhaltenden venezianischen Konflikte und der Bedrohung durch die Türken wurde die Burg stets in Stand gesetzt und modernisiert. Die Bevölkerung musste dafür meist die Kosten aufbringen. Dies hatte zur Folge, dass es zu Bauernaufständen kam. 1525 wurde die Burg vorübergehend von den Bauern besetzt. Ein Jahr später, am 7. Juli 1526, konnten die Burgmannen eine erneute Belagerung eines 2000 Mann starken Bauernheeres unter Führung von Michael Gaismair abwehren.
1570 löste der Tiroler Landesfürst Erzherzog Ferdinand II. das Pfand für Burg Heinfels wieder ein. Allerdings musste er 1581 die Besitzungen wieder an das Bistum Brixen und den damaligen Bischof Johann Thomas von Spaur verpfänden.
1593 kam es zu größeren Bauarbeiten, die der Burg weitgehend ihr heutiges Aussehen gaben.
Im Jahre 1612 löste Erzherzog Maximilian III., genannt der Deutschmeister, die verpfändete Herrschaft Heinfels wieder aus und übergab sie Engelhard Dietrich von Wolkenstein-Trostburg. Bei einem Großbrand am 15. Januar 1613 wurden große Teile der Burg völlig zerstört. Bald darauf wurde die Burg durch die Hofkammer wiedererrichtet und auf Grund der anhaltenden venezianischen Bedrohung die Wehranlagen noch erweitert.
Erzherzog Leopold V. kaufte das Anwesen 1629 zurück, verpfändete es jedoch gleich an das Stift Hall. Nach dem Konkurs der Pfandinhaber übernahm das Königliche Damenstift Hall noch im selben Jahr die Burg. Zuerst übernahmen sie nur das Pfandrecht, 1654 erwarben sie Heinfels jedoch durch Kauf. In dieser Zeit verschlechterte sich der Bauzustand der Burg rapide. Ein Erdbeben im Jahre 1714 führte zu weiteren schweren Schäden an der Burg.
1783 löste Kaiser Joseph II. das Damenstift auf, was zur Folge hatte, dass der gesamte Besitz, darunter auch Heinfels, an den Staat fiel. 50 Jahre später wurde die leerstehende Burg an die Gemeinden des Gerichtsbezirks Sillian, mit Ausnahme von Innichen, verkauft. Zwischenzeitlich wurde das Gebäude an Baron Ertl aus Graz verpachtet.
1880 zog jedoch eine Kompanie Tiroler Kaiserjäger in Heinfels ein. Sie nutzten die Burg bis ins Jahr 1910 als Kaserne, wodurch diese sehr in Mitleidenschaft gezogen wurde. Dies hatte zur Folge, dass im schneereichen Winter 1917 das Dach des romanischen Wohnturms einstürzte. 1932 stürzte schließlich die westliche Giebelwand des Wohnturms ein. Dabei wurden der Kapellenerker und der Treppenturm schwer beschädigt.
Vier Jahre später, 1936, wurde Burg Heinfels an die Marktgemeinde Sillian versteigert. Diese verkaufte noch im selben Jahr die Burg am 26. August an den ortsansässigen Geschäftsmann Alois Stallbaumer. Dieser versuchte mit seinen finanziellen Mitteln die Burg vor weiterem Verfall zu bewahren. In seinem Testament vermachte er die Burg 1974 dem
Jesuitenkollegium in Innsbruck. 1977 erwarb sie der Wiener Rechtsanwalt Max Villgrattner.
1999 wurden umfangreiche Restaurierungen durchgeführt, wobei man auf die breiten Zinnen des Bergfrieds ein neues Walmdach aufsetzte.
Im Jahr 2005, nach dem Tod Villgrattners, verkaufte dessen Tochter die Burg an die Südtiroler Unternehmerfamilie Loacker. Die Familie Loacker betreibt in Heinfels eine Süßwarenfabrik. Über den Kaufpreis wurde Stillschweigen vereinbart.

## Bauwerk

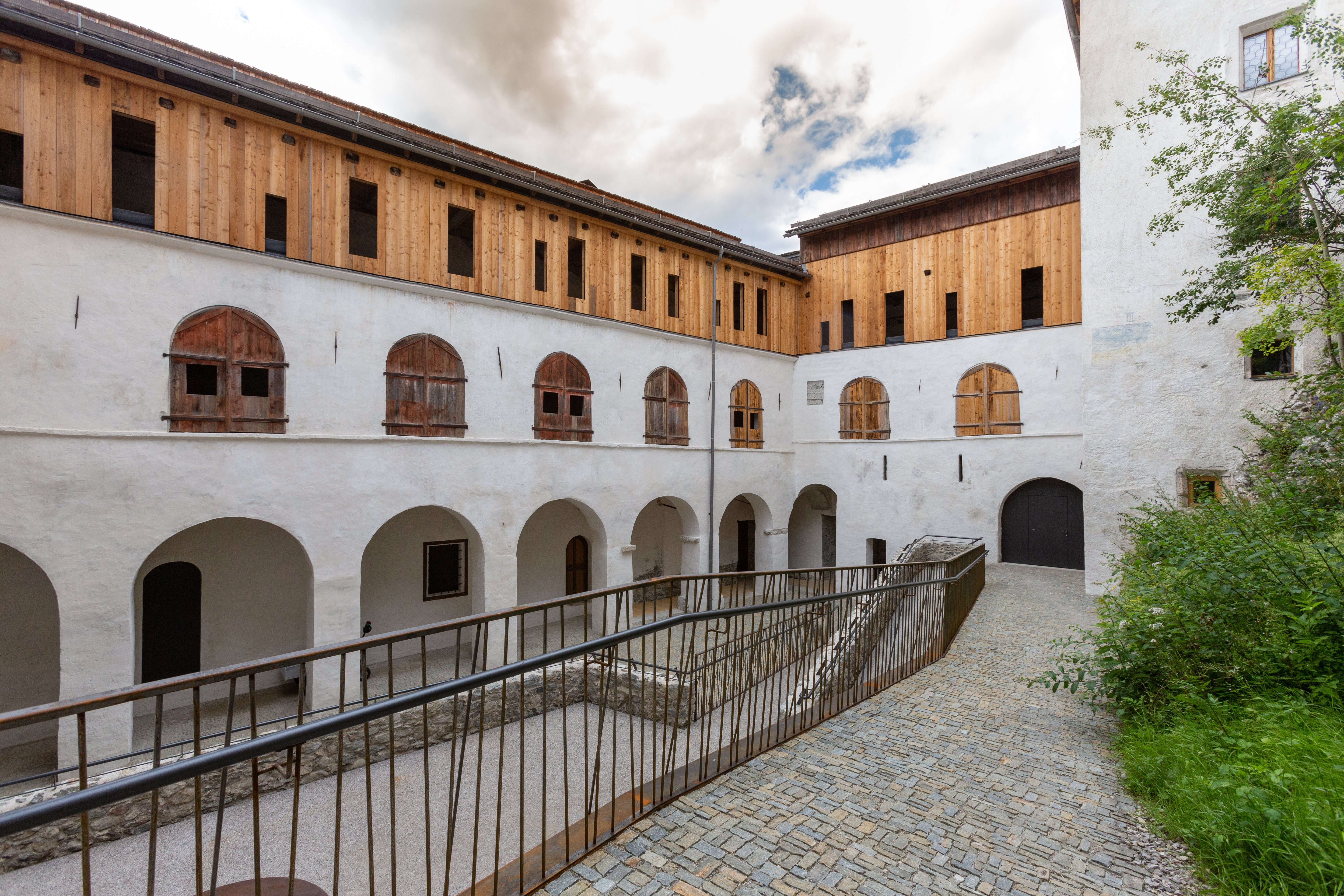
Burg Heinfels, Innenhof

Burg Heinfels besteht aus drei Baugruppen. Der älteste Teil stammt aus dem 13. Jahrhundert und wurde auf der Felskuppe als Hochburg errichtet. Westlich des Bergfrieds befinden sich mehrere Gebäude aus der Zeit des ausklingenden 15. bzw. des beginnenden 16. Jahrhunderts. Diese bilden zusammen den Burghof. In der Mitte des Burghofes befand sich eine Zisterne, welche aber bereits 1535 als baufällig bezeichnet wurde.
Kern der mittelalterlichen Burganlage ist der 20 Meter hohe Bergfried. An diesen wurde im 13. Jahrhundert der Palas angebaut. Der südliche Teil diese Wohnturmes wurde erst später errichtet. Dabei handelt es sich um den Kapellentrakt. Dieser wurde in der zweiten Hälfte des 15. Jahrhunderts an den spätgotischen Stil angepasst. Dieser Burgabschnitt ist heute stark verfallen.
Die westliche Kernburg ist bis heute in besserem Erhaltungszustand. In der Südostecke des Burghofs befindet sich der Treppenturm, welcher die mittelalterlichen Gebäude mit denen aus dem 15. bzw. 16. Jahrhundert verbindet. Dieser ist seit dem Teileinsturz des Palas 1932 zum Teil beschädigt.
Den größten Teil der Burg bildet der Westtrakt, welcher sich über die gesamte Westseite erstreckt. Im Innenhof wurden im 16. Jahrhundert Loggiengänge eingebaut. Die Kellerräume des Traktes dienten zeitweise auch als Gefängnis. Im Erdgeschoß befand sich der Dürnitz, welcher für das Personal als Wohnung diente. Prunkstück des Westtraktes ist ein großer Saal mit Stuckdekor aus dem 18. Jahrhundert. Dieser wird heute als Rittersaal bezeichnet.
Der Burgkern wird umgeben von einer Umfassungsmauer, welche bereits von den Görzern um 1460 errichtet wurde.  Diese schloss ebenso die weitläufige Vorburg mit ein. Von der mittelalterlichen Vorburg ist heute nichts mehr vorhanden. Ein Jahrhundert später wurde die Ringmauer nach dem Schlossbrand erweitert und verstärkt. Sie ist mit Rondellen und Rundtürmen bewehrt und an den für Angriffe gefährdetsten Stellen, der Süd- und Ostseite, mit insgesamt 38 Schießscharten für Handfeuerwaffen ausgestattet. Das Burgtor wurde zusätzlich mit einer Pechnase gesichert.

## Heutige Nutzung
Im September 2010 wurden wesentliche Teile der Burg erstmals nach Jahrzehnten der Öffentlichkeit zugänglich gemacht. Im Rahmen des österreichweit veranstalteten Tag des Denkmals zählte man mehr als 1200 Interessierte auf der Burg Heinfels.
Seit 2012 war die Burg auf Grund des desolaten Zustandes für die Öffentlichkeit gesperrt. Danach war beabsichtigt, die Burg gemeinsam mit dem neuen Eigentümer zu renovieren und der Allgemeinheit wieder zugänglich zu machen. Im September 2014 wurde der „Museumsverein Burg Heinfels“ gegründet, der in Zusammenarbeit mit Bundesdenkmalamt, Land Tirol (Landesgedächtnisstiftung) und den örtlichen Gemeinden die Grundsanierung planen und ein Nutzungskonzept ausarbeiten sollte. Die mittelalterliche Burganlage von Heinfels in Osttirol wurde von 2016 bis 2020 um acht Millionen Euro revitalisiert. Seit Sommer 2020 wird sie auf 1000 m² als Museum genützt, die Eröffnung der Gastronomie folgt voraussichtlich im Frühjahr 2026.

## Sage
Unterhalb der Burg befindet sich das Salcherhaus, das heutige „Gasthaus Burg Heimfels“. Dieses soll einen unterirdischen Gang besitzen, der zur Burg hinauf führt. An diesen ist folgende Sage gebunden: Hinter verschlossenen Eisentüren liegt der Schloßschatz verborgen. Zwei schwarze Hunde mit feurigen Augen bewachen diesen und halten je einen Schlüssel im Maule, den sie dem ersten mutigen Schatzsucher übergeben sollten. Zwei kecke Burschen aus Panzendorf versuchten einmal ihr Glück, denn ihre „Gitschen“ konnten den Hochzeitstag kaum mehr erwarten. Mit brennenden Fackeln ausgerüstet, tappten sie sich im dunklen Gange vorwärts, der gar bald von den funkensprühenden Augen der beiden Hunde erleuchtet wurde. Sie trugen auch die Schlüssel im Maule, verschwanden jedoch, sobald die Burschen nach diesen greifen wollten – denn nur ein Mann allein darf diesen Schatz heben.